# Sušobreg
Sušobreg is een plaats in de gemeente Konjščina in de Kroatische provincie Krapina-Zagorje. De plaats telt 256 inwoners (2001).